# 社会保险
社會保險是一個現代的社会保障制度，由國家強制人民參與各種保險，預先為各種疾病、身心傷害、失能、失業、職業災害、老年與死亡等社會風險做準備。

## 特色
- 社會保險具有強制性，屬於公法上債之關係，與商業保險及商業年金計畫不同。
- 社會保險相較於個人儲蓄，有風險分擔的功能。
- 社會保險的財源來自於保費，與公醫制度、福利服務、社會津貼、社會促進等主要仰賴稅收等不同。
- 社會保險的財務採行隨收隨付制（德语：Umlageverfahren）(pay-as-you-go)，與商業保險不同
- 社會保險的目標在維持正常生活水準，與僅提供最低生活水準之社會救助不同。

## 歷史

### 起源

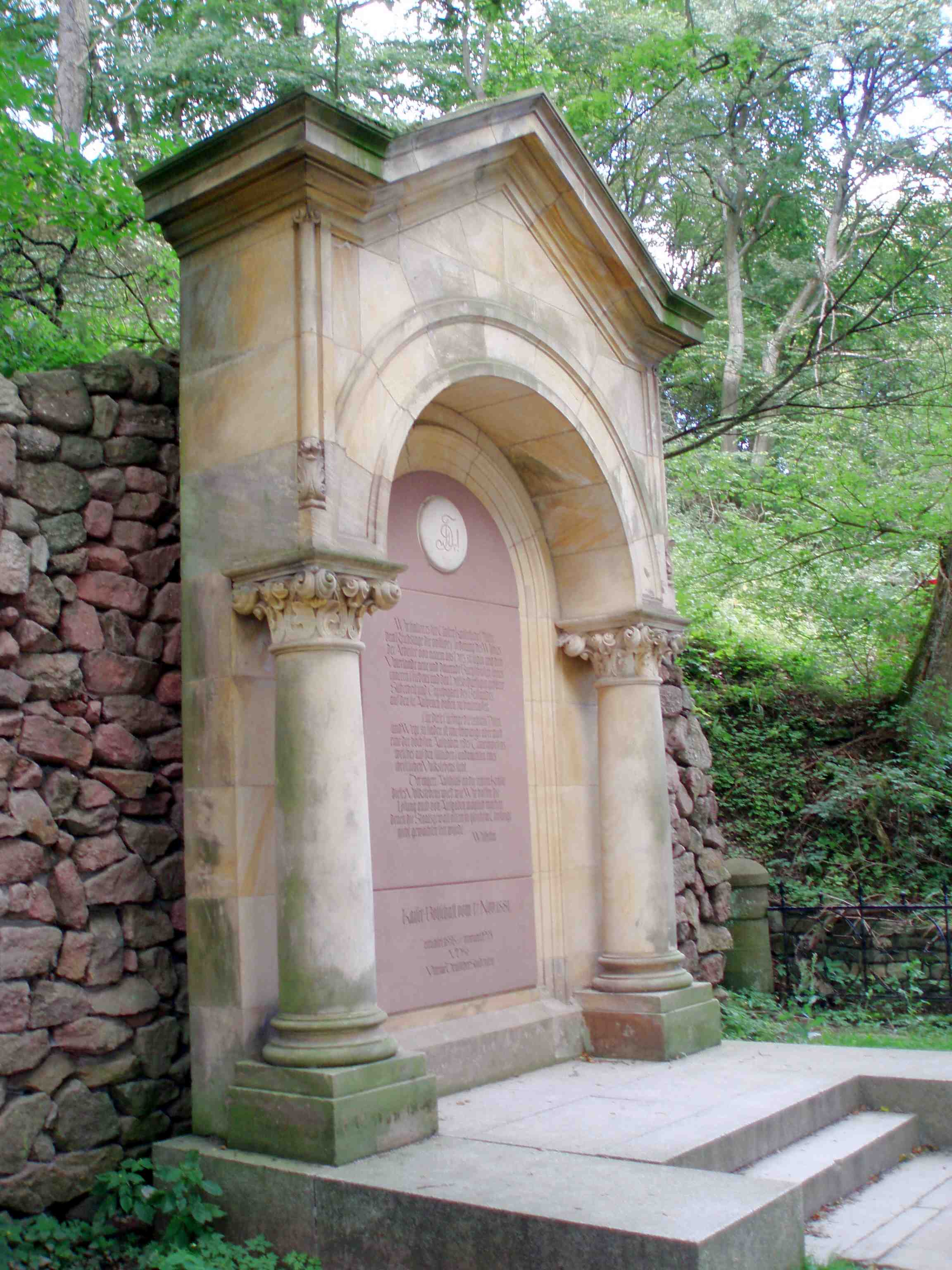
位於圖林根的德皇詔書紀念碑

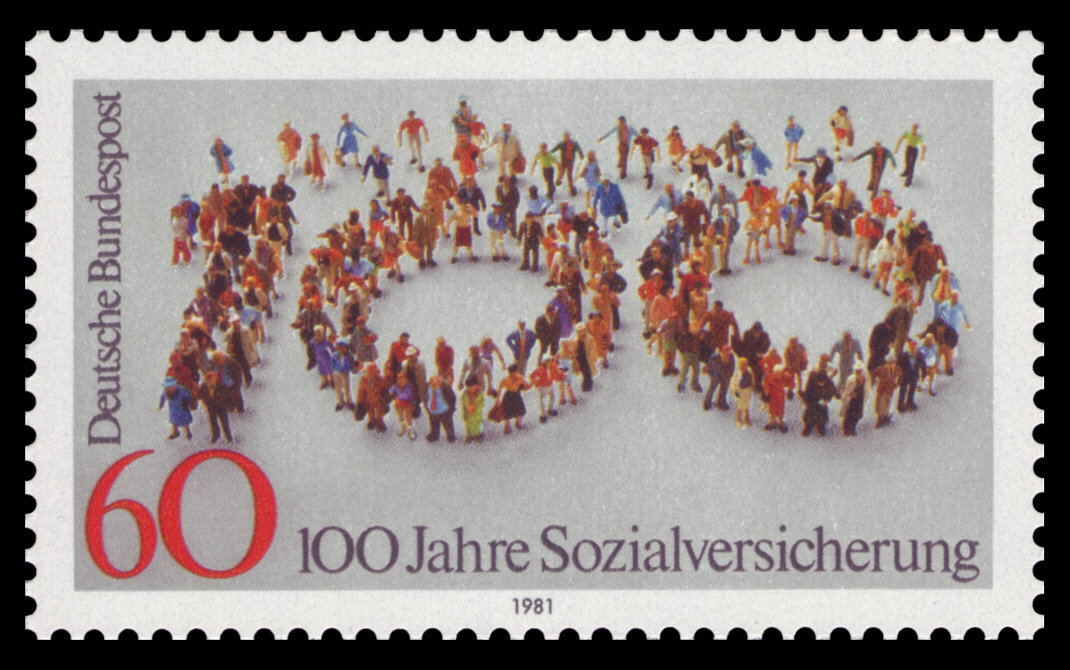
1981年德國社會保險100年紀念郵票

社會保險的起源可溯及1881年德皇威廉一世發表社會保險詔書，宣示將以社會自治方式推行社會保險開始後，在1883年創立以藍領工人為對象，實施的健康保險。此後德國亦在1884年制定勞災保險，並於1889年實施年金保險。
這樣的發展可以歸屬於德國傳統社會團結觀念，最重要的角色則莫過於奧托·馮·俾斯麥首相與其同僚、政治家及學者的貢獻。特別是，如此廣泛的社會保險制度來自於俾斯麥所面對的政治與經濟挑戰。為發展德國經濟，俾斯麥遲疑於增進勞工的權利，但為減少當時社會主義黨人帶來的政治壓力，俾斯麥建立社會保險制度。因此，德國社會保險制度的建立，並非來自於愛，而是基於恐懼。今後，以社會保險為核心社會政策的國家，所遵守的即是由此發展的俾斯麥社會安全模式。

### 普世化
社會保險在德國的發展貫穿整個20世紀。1927年失業保險的建立是重要里程碑。在20世紀末葉，1995年德國建立長期照顧保險，再次肯認社會保險於現代社會中對人民的重要性。
在德國建立社會保險後，除英國以外該制度推廣至其他歐洲國家，直到1911年，英國公布失業保險法案為止。這對英國是一個突破性的進展，因為此與德國的發展過程顯不相同。事實上，英國的失業保險是相當先進且優於德國模式的制度。然而，美國並未立即引進社會保險。直到1935年，美國在羅斯福新政下才引進奠基於老年、遺屬、與失能的社會保險。
社會保險制度也擴散至拉丁美洲、亞洲與非洲。以日本為例，現在擁有與德國相當的社會保險制度，包含健康、勞災、年金、失業與長期照護保險。藉由國民健康保險與國民年金，社會保險已經覆蓋於所有日本國民。

### 國際組織的推動
當以社會保險為核心的社會安全制度建立之時，社會保險與社會安全成為各國共同追求的目標。國際勞工組織在1927年到1935年，通過一系列的公約（第24、25、35~40與48號公約）與社會保險相關。1952年，社會安全最低標準公約（第102號公約）再次強調社會安全在上述公約中的重要性。該最低標準在之後亦由第121、128、130號公約修正。此外，與國際勞工組織相關的聯合國公約發展，則有世界人權宣言第22條與經濟、社會及文化權利國際公約第9條。

## 風險的種類
社會保險在多數國家的實施植基於不同的風險類型。例如在德國有五大社會保險，分別為健康保險、勞災保險、年金保險、失業保險與長期照護保險，且均奠基於風險之上。
然而在一些國家與地區，社會保險主要保護特別領域的個人與勞工。以台灣為例，則具有奠基於職業的系統，例如勞工保險、公教人員保險與軍人保險。此外，另外有一個植基於風險的系統，即全民健康保險。

## 覆蓋範圍
從歷史上來看，社會保險主要保障工業勞工。隨時間經過則逐漸擴散至所有勞工，在特別情形下還包含他們的被扶養者。
從社會保險制度的建立到現在，德國一直聚焦在保障受雇者，特別是工業勞工。在其他國家社會保險的覆蓋已不限於受雇者，並已擴張到自雇者。例如英國的國民年金保險。在日本，受雇者則被不同的制度所覆蓋，所有未受雇的國民則參加國民年金與國民健康保險。在一些國家及地區，社會保險覆蓋所有的國民，例如瑞士的年金保險:285-301與健康保險，以及台灣的全民健康保險。

## 全球各地的社會保險

### 美國
美國社會保障制度深受英國影響，獨立後仍大致沿用1601年英國濟貧法等制度應對社會需求。惟美國基於個人主義思維，對失能或死亡導致所得中斷的社會問題，主要由慈善事業與雇主責任承擔，以避免人民對政府政策過度依賴並促其自立。
然而美國對社會保險的消極態度，在經濟大恐慌時深受考驗。當時眾多私人保險公司倒閉，使人民因所得中斷的經濟不安全更加惡化。為解決此等問題，國會於1935年通過社會安全法案，作為羅斯福總統新政的重要內涵。此法案雖以社會安全為名，實質上主要內容則為社會保險，尤其聯邦政府執掌的老年、遺屬保險，加上1956年納入之失能保險(OASDI)。又此一法律雖也提及勞災保險與失業保險，但實際內容則委由各州自行訂定。目前此以年金保險為核心的老年、遺屬與失能保險，為美國退休者可以頤養天年的最大屏障。
至於健康保險，於1935年社會安全法立法時並未計及。1965年始實施退休者與貧窮者的醫療保險。為使更多人民獲得醫療保障，柯林頓總統以推行健康保險為其施政目標，但終未實現。歐巴馬總統上任後，繼續推動此一政策，並於2014年開始實施病患保護與可負擔的健保法，使經濟弱勢者得負擔健保費用，獲得一定水準的醫療服務。

### 德國
在德國，社會保險受到嚴格監管，由自我管理的保險機構組成。年需福利幾乎完全由該年内的繳款支付，即纍積的資本基本只用於短期波動儲備（可持續發展儲備金、代際合同）。
福利主要以實物或繳費爲基礎的現金福利（例如養老金、疾病福利）的形式提供，所有被保險人都被一致對待。其資金主要來自於捐款，在某些分支機構中亦來自於稅收。繳費以工資總額爲基礎，直至收入門檻的水準，並由雇主和雇員平等承擔。其中也有例外：法定事故保險的繳費由雇主單獨支付。在德國，社會保險的法律基礎是德國社會法典（SGB）和帝國保險條例（RVO）的部分條款。

#### 歷史
1883年，德國總理俾斯麥推行法定醫療保險，隨後是意外保險，最後是養老保險，主要都針對工人階級。
一方面這是爲了打擊社會動蕩和社會主義；另一方面這也是爲了從既有的、自願的工會和教會工人協會的社會保險中消除經濟基礎。俾斯麥曾主張在國家監督之下爲所有工人提供强制保險。
- 1883年 醫療保險
- 1884年 意外保險
- 1889年 法定養老保險（最初爲傷殘及養老保險）
- 1911年 受薪雇員保險（1924年改寫入法律）
- 1927年 失業保險
- 1957年 養老金改革：引入動態養老金
- 1983年 藝術家社會保險
- 1995年 長期護理保險（附屬於健康保險）

#### 類別
德國有以下五種社會保險：
- 健康保險
- 意外保險
- 養老保險
- 長期護理保險
- 失業保險

#### 保險的强制性
法定社會保險制度存在强制性，以避免高風險和低風險的人之間（比如健康人和病人之間）出現有選擇性的投保，同時也在一定程度上實現了被保險人之間的平等。
社會保險制度是國家組織社會保障的一個重要的組成部分。國家將任務委任於社會保險的自我管理（補貼）。

#### 繳費
通常來説，繳費按照工資總額計算（不超過特定部門的收入門檻）。保險的資金來源於雇主和雇員的繳費，根據不同的業務範圍劃分爲不同的部分（也將低工資的工作考慮入内）。爲補償非保險福利，聯邦補貼會支付部分費用。雙方的保險費由雇主支付給健康保險資金，因此雇主會從當地的就業機構獲得公司編號。

#### 國民賬戶
國民賬戶中，法定社會保險與地區當局（聯邦、州、市政府）共同構成一般政府部門，因此相對於金融賬戶而言，國民賬戶中定義的法定社會保障基金的净貸款被包含在整個一般政府的净貸款中。國民賬戶中一般政府的净借出/借入是“馬斯特里赫特條約”的主題。

#### 支出
| 保險類別     | 支出         | 年份 |
| ------------ | ------------ | ---- |
| 健康保險     | 2206億歐元   | 2016 |
| 意外保險     | 132億歐元    | 2016 |
| 養老保險     | 2933億歐元   | 2016 |
| 長期護理保險 | 296億歐元    | 2016 |
| 失業保險     | 1億歐元      | 2016 |
| 總計         | 626900億歐元 | 2016 |

### 台灣
在台灣，最早並有系統的社會保險是1950年實施之勞工保險。此後之制度建構另有：
1. 1953年陸海空軍軍人保險條例，並於1970年修改為軍人保險條例。
2. 1958年完成公務人員保險立法。
3. 1958年勞工保險條例立法，及其後於1968年與1973年之修法。

其中，公務人員保險法在1958年首開門診給付，並於1964年開辦退休公務人員疾病保險，而有別當時勞保之給付。雖勞工保險發展不及公務人員保險，仍隨兩次修法擴張涵蓋範圍，並於1968年開辦門診給付。此外，1975年以行政命令實施之學生平安保險亦屬社會保險。惟其給付僅限死亡及殘廢之現金給付與傷病住院醫療，且給付水準偏低，保障功能有限。至1990年代為止，社會保險之改革集中在擴張保險對象，包括：
1. 1979年修正勞工保險條例，將強制加保事業單位改為5人；擴大強制加保行業；非屬強制加保行業之勞工得任意加保。
2. 1980年制定私立學校教職員保險條例，私校教職員由勞保之任意加保，改為私立學校教職員保險的強制被保險人。
3. 1981年及1985年分別制定公務人員眷屬保險條例，與退休公務人員及其配偶疾病保險辦法。使公教人員之配偶、退休公教人員及配偶，均獲相當於公保之醫療給付。
4. 1985年依行政命令試辦農民健康保險。

在1990年代後，全民健康保險之實施為最重要之社會工程。為使醫療保障範圍擴大至全體人民，1994年全民健康保險法及中央健康保險局組織條例完成立法，並於1995年3月1日施行。自此，除少數特定國民，如軍人、受刑人等，均為全民健保之被保險人。此外，1999年實施的失業保險亦為台灣社會保險的重大進展。歷經1996年亞洲金融風暴引發的失業問題，尤其在勞工請願與抗爭後，1998年通過勞工保險失業給付實施辦法，並於隔年元旦實施。
2000年後，全民健保在2001年納入軍人，於2013年更擴及受刑人。另失業保險，於2002年制定就業保險法以立法化。
2008年10月1日國民年金保險施行，將未參加軍、公教、勞、農保之年滿25歲、未滿65歲國民納入社會保險安全網中，保障被保險人在發生老年、生育、身心障礙、死亡時，本人及遺屬有基本經濟安全保障。
2009年1月1日勞工保險條例的修正施行，則實施勞保與勞災的老年、失能與遺屬年金。從此，勞工年金保障的漏洞，終獲填補。此後，在台灣除長期照顧保險外，健康、勞災、年金與失業等四大保險終於齊備。:669-696

### 中国大陆

#### 古代
在以農業為主的古中國，家庭不僅是社會生活的基礎單位，也是經濟生產單位，故生老病死等社會風險，經常由家庭或家族中承擔。:18-19雖如此，古中國也早有以儲藏農作物以解決歉收，與天災戰禍導致生活匱乏的社會問題。對無家可歸、身心障礙與貧窮者，則有官私營慈善機構給予給付、服務甚或安置。此外，一種類似現代的退休制度，業已出現，惟僅限於特定之官員。惟中國具現代意義的社會保險，須待1943年於川北鹽場實施的鹽工保險時才出現。:674

#### 當代
自1949年中共建政後，社會保險之發展首推1951年之勞動保險條例。對國營企業、集體共有工廠、礦場、鐵路、運輸、郵電等事業，與100人以上之公私合營事業單位員工，提供勞災、疾病(健康)、死亡、養老(老年)與生育給付。保費由雇主單方負擔勞工薪資3%，並成立三大勞工保障基金。
其後，在1953年為配合一五計畫之執行擴大覆蓋範圍，另1958年之修法則將養老保險分離出勞動保險條例。之後隨文化大革命發生，勞動保險基金因資助各項革命行動而耗盡，改由各國營企業承擔原保險給付。社會保險之發展此時陷於停滯，自文革結束後才逐漸復甦。:157-158
改革開放後，各社會保險制度歷經多次修正，最終在2011年7月1日實施之社會保險法集大成。惟此法僅概括規範基本養老保險、基本醫療保險、工傷保險、失業保險與生育保險等給付，並針對社會保險費用之繳交、財務、管理與監督等事項擬訂原則。據此，其主要目的在政策性宣示，並透過此法之訂定促進各級政府推動社會保險之相關法制。:172
然而，中國社保也存在著大量不公、覆蓋範圍小的問題，尤其偏袒體制內與城市居民等，但急需加大改革與既得利益層反彈大存在矛盾。而且隨著計劃生育使老年化嚴重，主要靠東牆補西牆來出保，保費越來越貴，基金卻無以為繼，繳費負擔增加導致拖欠或無力支付，也讓年輕人看空投保收益的情況難以解決，而因此沒有參保社保、醫保等的規模，已經達到近2500萬人，成為社會的隱患。
最高人民法院的司法解释明确自2025年9月1日起，任何规避社保缴纳的私下协议都将无效。這意味著中国将严格执行社会保险强制缴纳规定。

## 財務
原則上社會保險主要的財務來自於保費，因此並不會造成國家的財政負擔。社會保險具有奠基於強制性徵收保費，與代間契約的隨收隨付財務結構。代間契約本來意指所有的退休人員均由工作世代所扶養，但現在已經發展至三代契約，亦即老年人與兒童及青少年均須由工作世代所扶養。
惟在實際制度上，國家通常會基於社會國原則的理由給予社會保險制度一定程度的補貼，例如依據德國社會法法典第六編第213條，聯邦政府須補貼德國法定年金保險每年支出金額的25%。此外，在台灣的勞工保險與全民健保中，依被保險人之職種與身分之不同，也存在不平等的保費補貼問題。就此，除應使國家之補貼控制在可承受範圍外，若制度中國家補貼比例越高，當然就會減弱其制度中的社會保險特性。

## 評價、當前的危機、與期待
社會保險已歷經一百多年來持續性的擴張與發展。特別藉由德國與日本長期照護保險，以及近年來瑞士職業年金與台灣全民健康保險的建立，很清楚社會保險不僅在上開國家中被承認，也引進至美國。經濟合作與發展組織曾評論：「美國的退休年金制度已大致達到主要的政策目標。社會安全已是最有效且最受歡迎的國內制度。」
然而社會保險亦不斷遭受到經濟與社會變遷的挑戰，因為快速的人口老化，年金制度的財務負擔逐漸加重。在此觀點，藉由延後退休年齡與部分退休制度的改革是必要的解決方案。
社會保險經常遭遇到信心的危機，主要來自於對其本質的誤解。智利的年金改革在1980年代放棄年金制度並以個人帳戶制度替代。而智利模式在之後則經由世界銀行集團的推廣至拉丁美洲其他國家。
但此等個人退休帳戶制度並未顯示出能解決老年人口帶來的社會負擔，且會使退休個人難以獲得足夠的老年生活保障。例如諾貝爾經濟學獎得主約瑟夫·斯蒂格利茨認為：「個人帳戶在理論與實務上均無法獲得支持。」以及弗蘭科·莫迪利安尼曾謂：「個人帳戶所累計之基金除導致資源浪費外，並將導致個人無法受益於帳戶餘額的同時，僅使基金的管理者獲益。」藉由此等對智利模式與世界銀行支持的個人帳戶制度的批評，可見社會保險的必要與優越性已再次獲得肯認。社會保險仍將是現代社會基本的構成要素與顯著指標。

## 註腳
1. ↑  Deltev Zöllner, , Peter A. Köhler and Hans F. Zacher eds.  (编), , Frances Pinter: 1–92, 1982, ISBN 978-0-86187-242-8
2. ↑  A. I. Ogus, , Peter A. Köhler and Hans F. Zacher eds.  (编), , Frances Pinter: 151–154, 1982, ISBN 978-0-86187-242-8
3. ↑  Yuki Katagiri, , Kuo, Zacher and Chan eds.  (编), , Kluwer Law International: 107–119, 2002, ISBN 978-90-411-1819-6
4. ↑  郭明政, , 蘇永欽  (编), , 元照: 312–352, 2006, ISBN 978-986-7279-14-9
5. 1 2  郭明政, , 郭明政, 1997, ISBN 978-957-97258-5-9
6. ↑  Zum Entstehen der Bismarckschen Sozialversicherung vgl. Quellensammlung zur Geschichte der deutschen Sozialpolitik 1867 bis 1914, I. Abteilung: Von der Reichsgründungszeit bis zur Kaiserlichen Sozialbotschaft (1867–1881), Band 2, 5 u. 6; Quellensammlung zur Geschichte der deutschen Sozialpolitik 1867 bis 1914, II. Abteilung: Von der Kaiserlichen Sozialbotschaft bis zu den Februarerlassen Wilhelms II. (1881–1890), 2. Band, Teil 1 u. 2; Band 5 u. 6.
7. ↑  Wolfgang J. Mommsen: "Der Staat kann die Sache in die Hand nehmen" - Bismarcks bahnbrechendes Werk und Waffe gegen die Sozialdemokratie, Frankfurter Rundschau 30. Juli 1998, S. 16
8. ↑  Wolfgang Ayaß: Der „Kreis der Versicherten“, in: Wolfgang Ayaß/ Wilfried Rudloff/ Florian Tennstedt: Sozialstaat im Werden. Band 2. Schlaglichter auf Grundfragen, Stuttgart 2021, S. 106–132.
9. ↑  .
 （页面存档备份，存于） .   [2022-01-25]. 原始内容存档于2022-04-01.
10. 1 2 3 4  .   [2018-06-15].
 （页面存档备份，存于） .   [2022-01-25]. 原始内容存档于2022-04-01.
11. 1 2  郭明政, , 趙永茂等(著)  (编), , 政大、聯經, 2011, ISBN 978-986-02-9704-1
12. ↑  謝徵孚,  3, 國立編譯館: 601, 1981
13. ↑  林萬億, , 巨流: 150–158, 1994, ISBN 978-957-732-028-5
14. ↑  Ming-Cheng Kuo, , Nomos: 45, 1990, ISBN 978-3-7890-2203-6
15. ↑  分別為全中國工會聯合會管理之全國性工人保險基金與勞動保險緩衝基金，及各廠場工會和地方性工會共管之地區性勞動保險基金。
16. 1 2  郭明政; 林宏陽, , 政治大學法學院公法學中心、勞動法與社會法中心  (编), , 國立政治大學法學院, 2015, ISBN 978-986-04-4523-7
17. ↑  賈雪晴. .
18. ↑  . www.bbc.co.uk.   [2025-05-02] （中文（繁體））.
19. ↑  . RTI 洞察中國.   [2025-05-02] （中文（臺灣））.
20. ↑  . RFI - 法国国际广播电台. 2025-08-09  [2025-08-10] （中文）.
21. ↑  Bernd von Maydell; Franz Ruland; Ulrich Becker,  5, Nomos: 901, 2012, ISBN 978-3-8329-6462-7
22. ↑  OECD, , OECD: 71, February 1993, ISBN 92-64-13802-1
23. ↑  Peter R. Orszag; Joseph E. Stiglitz, , Robert Holzmann and Joseph E. Stiglitz  (编), , The World Bank: 42–43, January 2001, ISBN 0-8213-4822-1
24. ↑  Franco Modigliani; Arun Muralidhar, , Cambridge University Press: 222, August 2004, ISBN 978-0-521-83411-7